# Just for One Day (Heroes)
"Just for One Day (Heroes)" là một ca khúc nhạc house được biểu diễn bởi DJ người Pháp David Guetta hợp tác với Bowie. Ca khúc được chọn làm đĩa đơn cho album tổng hợp của Guetta, Fuck Me I'm Famous 2003, vào tháng 6 năm 2003. Trong ca khúc có sử dụng một đoạn giai điệu của "Heroes", một ca khúc năm 1977 của Bowie. "Just for One Day (Heroes)" nhanh chóng đạt được vị trí thú73 tạim bảng xếp hạng UK Singles Chart vào tháng 7 năm 2003.

## Video âm nhạc
Video âm nhạc cho "Just for One Day (Heroes)" có thể dễ dàng được tìm thấy trên YouTube.

## Danh sách ca khúc
1. "Just For One Day (Heroes)" (Radio Edit) - 3:00
2. "Just For One Day (Heroes)" (Extended Version) - 6:39
3. "Distortion" (Maxi Vocal Remix) - 7:02

## Xếp hạng
| Bảng xếp hạng (2004) | Vị trí cao nhất |
| -------------------- | --------------- |
| French Singles Chart | 54              |
| UK Singles Chart     | 73              |